# Panorpa mexicana
Panorpa mexicana är en näbbsländeart som beskrevs av Banks 1913. Panorpa mexicana ingår i släktet Panorpa och familjen skorpionsländor. Inga underarter finns listade i Catalogue of Life.